# Club d'aviron Mundaka
Maillots
Le Club d'aviron Mundaka (Mundakako Arraun Taldea en basque) est un club d'aviron de la ville de Mundaka. Ce club participe aujourd'hui dans la Ligue ARC avec le club d'Elantxobe. Leur couleur est le blanc et celle de leur trainière est aussi le blanc avec une ligne et des lettres rouges.